# Tobias Rathgeb
Tobias Rathgeb (* 3. Mai 1982 in Ostfildern-Ruit) ist ein ehemaliger deutscher Fußballspieler und heutiger -trainer.

## Karriere als Spieler
Rathgeb kam über den TV Nellingen und den VfL Kirchheim in die Jugendabteilung des VfB Stuttgart, 2001 wurde er in die Amateurmannschaft aufgenommen. 2004 bekam Rathgeb einen Profi-Vertrag und wurde nach nur einem Monat als VfB-Profi als Teil einer Kooperation zwischen den Vereinen an den FC St. Gallen in die Schweiz ausgeliehen. Bei St. Gallen wurde Rathgeb auf der linken Verteidigerposition zum Stammspieler, obwohl er eigentlich eher im linken offensiven Mittelfeld spielt.
Zu Beginn der Saison 2005/06 wechselte Rathgeb wieder zum VfB Stuttgart, kam jedoch nur zu 19 Einsätzen für die zweite Mannschaft der Stuttgarter in der Regionalliga Süd. In der Winterpause derselben Saison wechselte er deshalb zu Hansa Rostock in die 2. Bundesliga, bei dem er zunächst einen bis zum 30. Juni 2008 datierten Vertrag unterzeichnete, welchen er im Februar 2008 um zwei weitere Jahre verlängerte. Zu diesem Zeitpunkt hatte Rathgeb mit Rostock den Aufstieg in die Bundesliga erreicht, so dass er am 29. September 2007 sein erstes Tor in dieser Spielklasse hatte erzielen können – ausgerechnet gegen seinen ehemaligen Verein VfB Stuttgart. Nachdem Rostock im Sommer 2008 umgehend wieder abgestiegen war, absolvierte Rathgeb jedoch nur noch sieben weitere Zweitliga-Partien für die Hanseaten, bevor er aufgrund von Verletzungen für fast ein Jahr ausfiel. Im Sommer 2009 wurde ihm schließlich ein Vereinswechsel nahegelegt, wodurch er trotz fortbestehenden Vertrags nicht mehr zum Kader des FC Hansa zählte.
Nachdem er seinen Vertrag in Rostock aufgelöst hatte, kehrte Rathgeb am 7. Januar 2010 zur zweiten Mannschaft des VfB Stuttgart zurück.
Seitdem war er Kapitän der Zweiten Mannschaft. Zum Ende der Saison 2016/17 hat Rathgeb seine Karriere als Fußballprofi beendet.

## Karriere als Trainer
In der Saison 2017/18 war Rathgeb Co-Trainer von Heiko Gerber bei der A-Jugend (U19) des VfB Stuttgart. Zur Saison 2018/19 wurde er Co-Trainer von Murat Isik bei der B-Jugend (U17). Am 21. April 2019 wurde er bis zum Saisonende Co-Trainer des Interimstrainers Nico Willig bei der Bundesligamannschaft. Nach dem Abstieg übernahm Tim Walter die Mannschaft und Rathgeb zählte nicht mehr zum Trainerstab. Zur Saison 2019/20 wurde er Co-Trainer von Francisco Vaz bei der zweiten Mannschaft. Ab der Saison 2020/21 war er wieder Co-Trainer von Nico Willig bei der U19 des VfB. Zur Saison 2025/26 wurde er Cheftrainer der U19 des VfB.

## Erfolge
- DFB-Junioren-Pokalsieger 2001